# Masa powierzchniowa
Masa powierzchniowa  -  masa 1 m² tkaniny wyrażona w gramach. Jest to podstawowy parametr opisujący właściwości tkanin i innych płaskich wyrobów włókienniczych odpowiadający gęstości powierzchniowej. Masa powierzchniowa zależy od grubości tkaniny i zagęszczenia nitek.
Parametrem o podobnym znaczeniu, stosowanym powszechnie np. dla papieru, jest gramatura.